# Nāḩiyat al Faḩāmah
Nāḩiyat al Faḩāmah (arabiska: ناحية الفحامة) är ett underdistrikt i Irak.   Det ligger i provinsen Bagdad, i den centrala delen av landet. Huvudstaden Bagdad ligger i Nāḩiyat al Faḩāmah.